# Fosse l'Éclaireur
La fosse l'Éclaireur ou no 4 de la Compagnie des mines de Douchy est un ancien charbonnage du Bassin minier du Nord-Pas-de-Calais, situé à Rœulx, près des limites avec Lourches. Les travaux de la fosse la plus occidentale de la compagnie commencent en 1837. La fosse connaît un approfondissement et une modernisation au début des années 1880. Deux petites cités sont construites à Rœulx, malgré la proximité des cités de la fosse Schneider avec la fosse l'Éclaireur. Elle cesse d'extraire en 1909 au profit de la fosse Schneider. Détruite pendant la Première Guerre mondiale, elle est reconstruite et assure l'aérage. Le puits est remblayé en 1956.
La Compagnie des mines de Douchy est nationalisée en 1946, et intègre le Groupe de Valenciennes. Le puits est comblé en 1956, la fosse ayant fermé en 1955 à la suite de l'ennoyage et de l'abandon de la fosse Schneider. Les installations de surface sont entièrement détruites.
Au début du XXIe siècle, Charbonnages de France matérialise la tête du puits l'Éclaireur. Une habitation et un laboratoire médical occupent les abords du puits.

## La fosse

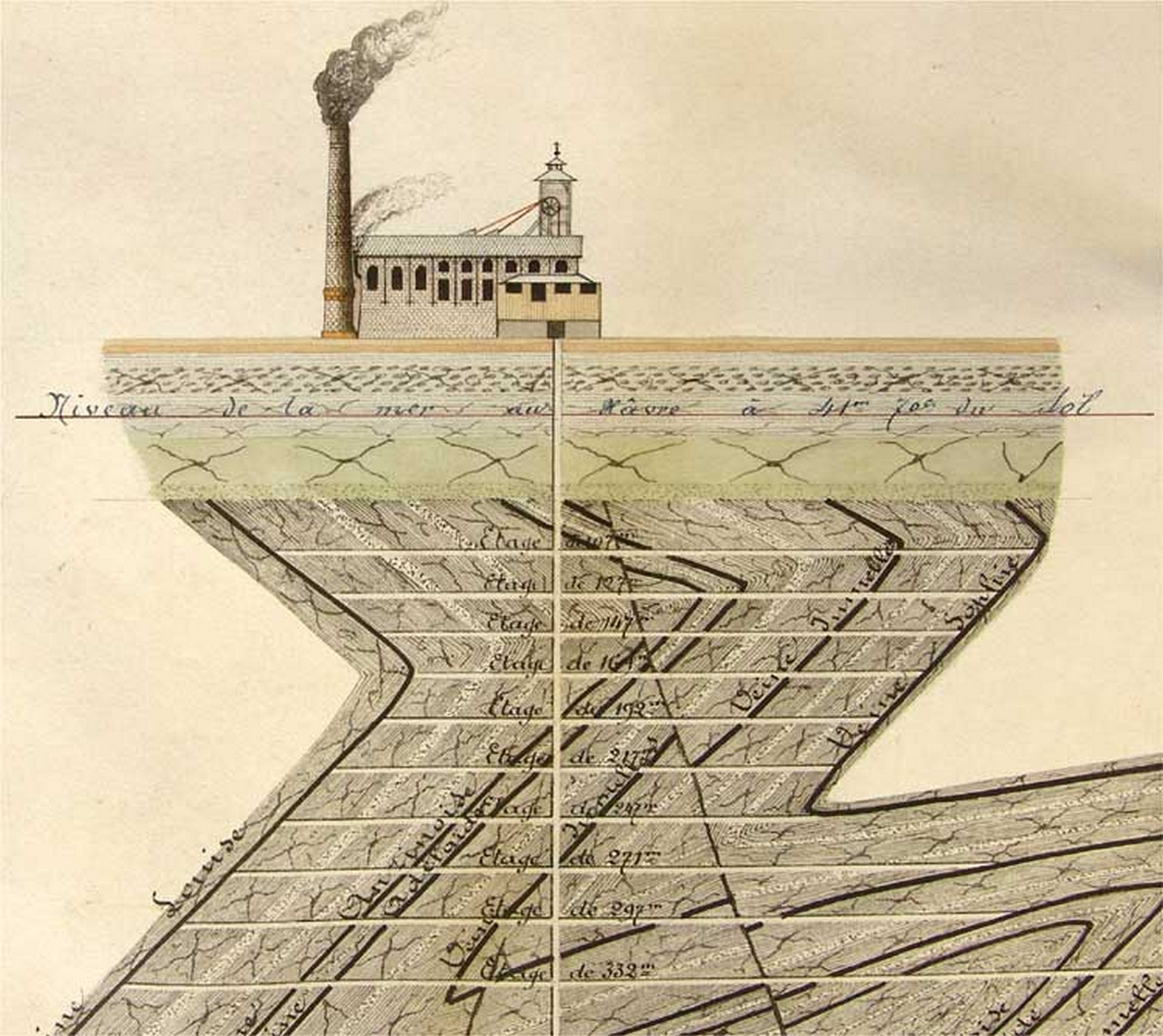
Les terrains recoupés.

### Fonçage
La fosse l'Éclaireur, commencée en 1837, à Rœulx, est la fosse la plus occidentale de la Compagnie des mines de Douchy. Elle est située à l'est de la ligne de Busigny à Somain, et à 550 mètres environ de la limite de la concession de la Compagnie des mines d'Anzin,. Le terrain houiller est atteint à la profondeur de 80 mètres. L'orifice du puits est situé à l'altitude de 40 mètres
La fosse de l'Éclaireur est également nommée fosse no 4 des mines de Douchy.

### Exploitation
Au couchant, les travaux ne s'étendent pas jusqu'à la concession d'Anzin, ils sont arrêtés par une série d'accidents que l'on n'a pas essayé de traverser, parce que la zone à exploiter au-delà n'a pas grande étendue. Au levant, le champ d'exploitation de l'Éclaireur communique avec celui de la fosse Beauvois, sise à Lourches à 345 mètres à l'est, et au nord, il est limité par celui de la fosse Sainte-Barbe, sise à 385 mètres au nord-est.

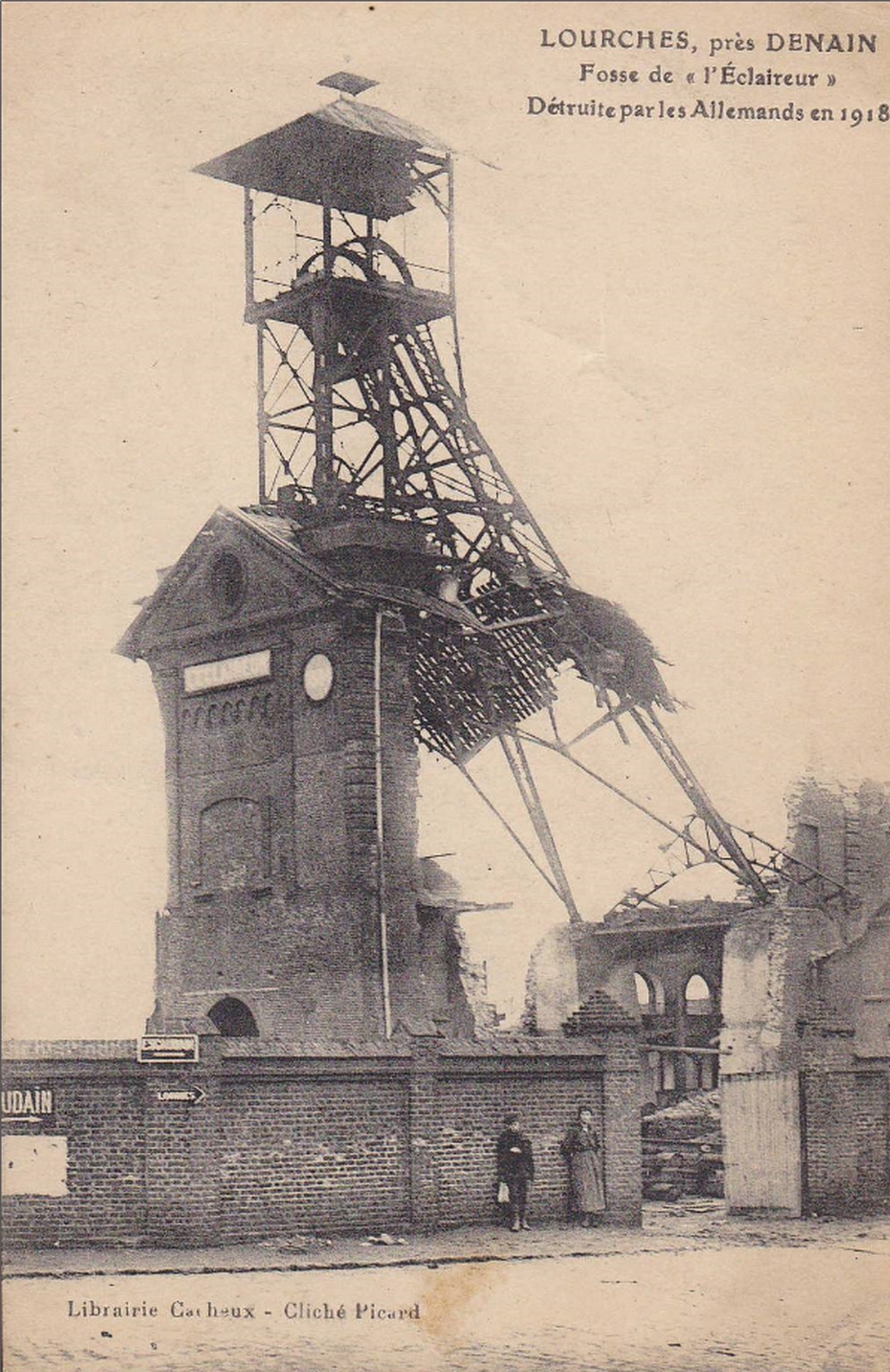
La fosse vers 1918.

Au début des années 1880, le puits a été approfondi jusqu'à 581 mètres pour y ouvrir un nouvel étage d'exploitation à 566 mètres. Les installations superficielles de la fosse ont également été transformées.
La fosse l'Éclaireur cesse d'extraire en 1909 pour assurer le retour d'air de la fosse Schneider, mise en service deux ans plus tôt. La fosse est détruite durant la Première Guerre mondiale, elle est reconstruite après-guerre. Huit fosses sont exploitées par la Compagnie des mines de Douchy en 1936 : l'extraction est assurée par Schneider, La Naville et Boca, l'aérage par Douchy, Saint-Mathieu, l'Éclaireur et Gantois, tandis que la fosse Désirée assure l'épuisement des eaux.
La Compagnie des mines de Douchy est nationalisée en 1946, et intègre le Groupe de Valenciennes. Le puits, profond de 835 mètres, est remblayé en 1956, la fosse n'ayant plus aucune utilité à la suite de l'ennoyage et de l'abandon de la fosse Schneider. Les installations de surface sont ensuite détruites.
Le 14 avril 1883, à 500 m de profondeur un coup de grisou, à la suite d'un tir de mine fait 7 victimes dont au moins 4 décès : Thierry Henri-Joseph, Carpentier Louis, Houdart Louis et Servoin Henri.
Parmi les victimes figure Thierry Henri-Joseph qui était boutefeu, un spécialiste du tir d'explosifs.

### Reconversion

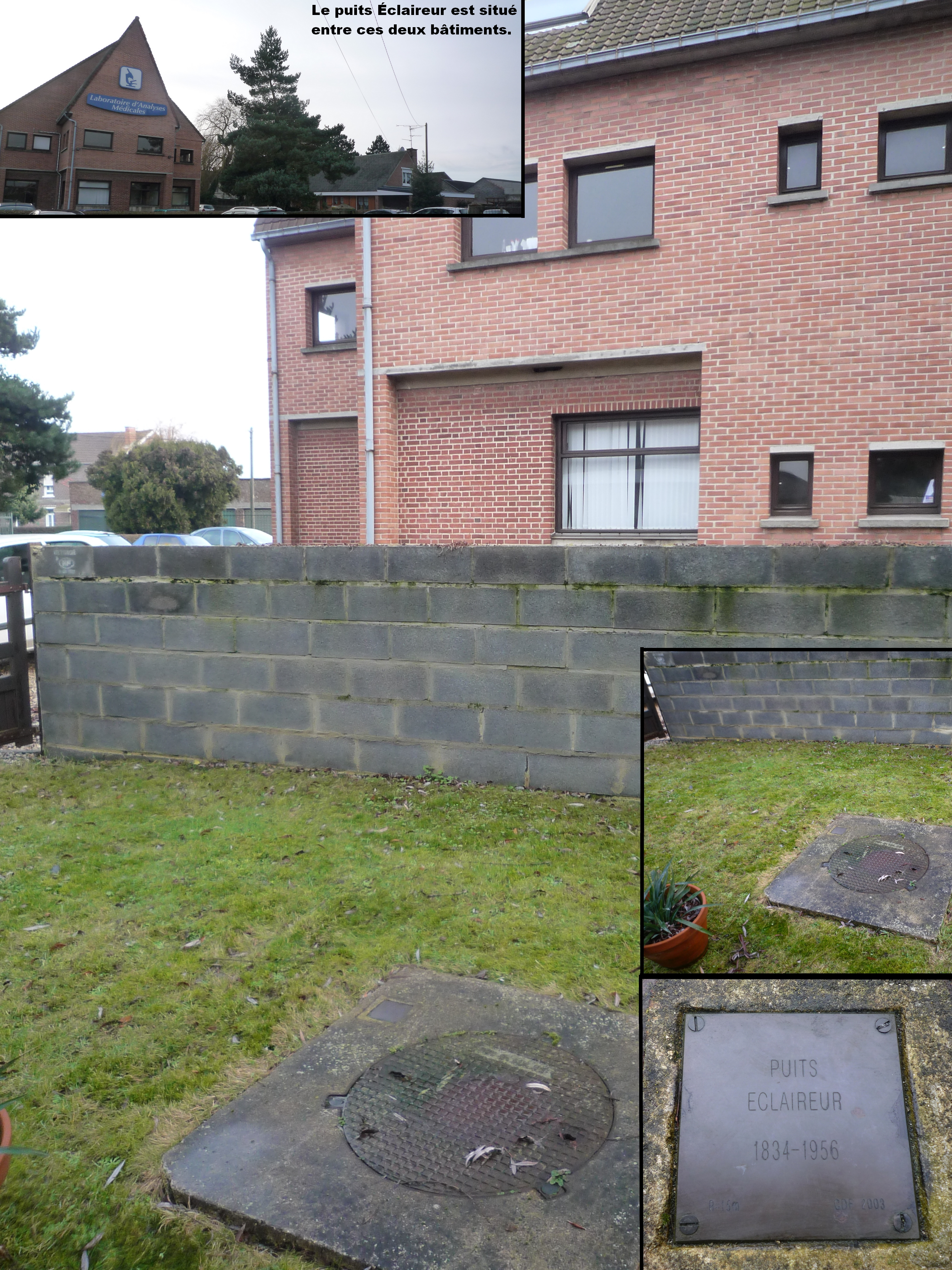
Le puits en 2010.

Au début du XXIe siècle, Charbonnages de France matérialise la tête du puits l'Éclaireur. Le BRGM y effectue des inspections chaque année. Le carreau de fosse est occupé par une habitation, un laboratoire médical, et une entreprise.

### Les cités
Bien que les cités de la fosse Schneider sont contigües de la fosse l'Éclaireur, deux autres petites cités ont été construites à Rœulx : la Cité de la République et la Cité Évrard Florent.